# Portia (rod)
Portia (skákavka) je rod pavouků z čeledi skákavkovití, kteří žijí v subsaharské Africe, na některých ostrovech Indického oceánu, v Asii, Austrálii a Oceánii. Z evolučního hlediska jde zřejmě o primitivní rod, jenž se pravděpodobně vyvinul ze síťových pavouků. Do roku 2021 bylo popsáno 17 druhů. Dosahují délky 4 až 10 mm (bez končetin) a mají nepříliš výrazný pohlavní dimorfismus. Vyznačují se zvláštním tvarem těla, které vypadá, jako by bylo tvořeno množstvím výstupků a hrbolků. Důvodem jsou nestejně husté a dlouhé chomáčky chloupků, jež jim dodávají vzezření lesního smetí. Samice si spřádají poměrně rozsáhlé sítě kónického tvaru, což je mezi ostatními skákavkami unikátní. Jejich zrak tvořený jedním párem velkých předních očí a třemi páry menších očí je velmi dobře vyvinutý. Jejich jed je zvláště účinný vůči pavoukům.
Jedná se o specialisty na lov jiných pavouků (araneofágie), nepohrdnou však ani hmyzem, vajíčky či nektarem. Preference kořisti se liší podle druhu a regionální populace. Skákavka pavoukožravá (Portia fimbriata) z Queenslandu loví především jiné druhy skákavek, ostatní druhy dávají přednost síťovým pavoukům. Dokáží si poradit i s velmi nebezpečnými druhy, jako jsou různé lepovky. Nikdy však nenapadají pavouky rodu Myrmarachne, již napodobují mravence. Sami jsou loveni většími predátory jako jsou žáby, ptáci či kudlanky. Některé druhy portií (zvláště Portia labiata) mají kanibalistické sklony, především během páření. Kvůli své vynalézavosti při lovu a aplikací metody pokus-omyl jsou považováni za nejinteligentnější pavouky na světě. Mezinárodní svaz ochrany přírody (IUCN) status žádného druhu Portia nevyhodnocuje.

## Taxonomie a evoluce
Rod Portia se řadí do čeledi skákavkovití (Salticiadae) a do podčeledi Spartaeinae. Rod byl vědecky popsán v roce 1878 německým arachnologem Ferdinandem Karschem. Synonyma názvu Portia jsou:
- Sinis Thorell 1878
- Boethoportia Hogg, 1915

- Linus Peckham & Peckham, 1885

- Neccocalus Roewer, 1965[4][5][6]

Molekulární fylogeneze, technika, která porovnává DNA organismů a zakomponovává jej do fylogenetického vývoje, naznačuje, že Portia je členem bazálního kladu (celá podčeleď Spartaeinae je považována za primitivní v rámci čeledi skákavkovití). To znamená, že se zřejmě podobá předkům všech skákavek, přičemž rody Spartaeus, Phaeacius a Holcolaetis jsou nejbližší příbuzní rodu Portia. Novozélandští arachnologové Robert R. Jackson a A. D. Blest přišli v roce 1982 s teorií, že rod Portia se vyvinul ze síťových pavouků. Podržel si sice schopnost spřádat pavučiny, ale došlo u něj zároveň k rozvoji vidění na takovou úroveň, aby dokázal lokalizovat svou kořist na delší vzdálenost, a rovněž uzpůsobil své chování k chytání svých příbuzných. Naopak jejich kolegové Lynn M. Forster a Frances M. Murphy, kteří studovali skákavku trnitou (P. schultzi), naznačují, že schopnost konstruovat sítě a napadat síťové pavouky byla získaná druhotně.
Britský arachnolog Fred Wanless rozdělil rod Portia na dvě skupiny druhů: skupina „schultzi“, v níž mají samčí pedipalpy fixní tkáňovou apofýzu (výstupky k upnutí svalu); a skupina „kenti“, u které má apofýza každé pedipalpy kloub oddělen membránou. Skupina schultzi zahrnuje P. schultzi, P. africana, P. fimbriata a P. labiata, skupina kenti ostatní druhy.
Přinejmenším mezi některými druhy rodu Portia existují reprodukční bariéry: v laboratorních podmínkách samec P. africana kopuloval se samičkou P. labiata, ale nedošlo k nakladení vajíček. Ve všech případech se samice P. labiata zkroutila a snažila se samce kousnout a usmrtit. Zmíněné chování však P. labiata praktikuje i vůči samcům vlastního druhu.
Některé druhy skákavek nalezené zachycené v oligocenním jantaru byly identifikovány jako blízce příbuzné s rodem Portia.

### Druhy
Podle stavu k roku 2021 je uznáváno celkem 17 druhů skákavek rodu Portia. První byla popsána skákavka pavoukožravá (Portia fimbriata, 1859), jako poslední Portia taiwanica (2005). Jako typové se uvádějí dva druhy: skákavka pavoukožravá a skákavka trnitá (P. schultzi). Jen třem druhům byl zatím přidělen český název – jde o skákavku africkou (P. africana), pavoukožravou a trnitou.
| Druh | Popsal                    | Výskyt                                                                                |
| --- | ------------------------- | ------------------------------------------------------------------------------------- |
| Portia africana | (Simon, 1886)             | Etiopie, Nigérie                                                                      |
| Portia albimana | (Simon, 1900)             | Indie, Vietnam                                                                        |
| Portia assamensis | Wanless, 1978             | Indie, Nepál, Malajsie                                                                |
| Portia crassipalpis | (Peckham & Peckham, 1907) | Singapur, Borneo                                                                      |
| Portia fimbriata | (Doleschall, 1859)        | Nepál, Indie, Srí Lanka, Tchaj-wan, Čína, Austrálie, Nová Guinea, Šalomounovy ostrovy |
| Portia heteroidea | Xie & Yin, 1991           | Čína                                                                                  |
| Portia hoggi | Zabka, 1985               | Vietnam                                                                               |
| Portia jianfeng | Song & Zhu, 1998          | Čína                                                                                  |
| Portia labiata | (Thorell, 1887)           | Srí Lanka, Myanmar, Čína, Vietnam, Brunej, Indonésie, Singapur, Filipíny              |
| Portia orientalis | Murphy & Murphy, 1983     | Hong Kog                                                                              |
| Portia quei | Zabka, 1985               | Čína, Vietnam                                                                         |
| Portia schultzi | Karsch, 1878              | Kongo, Keňa, Jižní Afrika, Tanzanie, Zimbabwe, Madagaskar, ostrovy v Indickém oceánu  |
| Portia songi | Tang & Yang, 1997         | Čína                                                                                  |
| Portia strandi | Caporiacco, 1941          | Etiopie                                                                               |
| Portia taiwanica | Zhang & Li, 2005          | Tchaj-wan                                                                             |
| Portia wui | Peng & Li, 2002           | Čína                                                                                  |
| Portia zhaoi | Peng, Li & Chen, 2003     | Čína                                                                                  |
| Neuznané či pochybné druhy jsou: * Portia deciliata Strand, 1907 (Madagaskar, ostrovy Indického oceánu) * Portia sp [Chak 30] Chakrabarti, 0 (Indie) |                           |                                                                                       |

## Fyzická charakteristika

### Popis
Pavouci Portia se řadí ke středně velkým skákavkám. Jejich velikost se pohybuje od 4 do 10 mm (některé zdroje uvádějí až 12 mm). Rozdíly v délce jednotlivých druhů nejsou zásadní, pouze skákavky trnité (P. schulzi) jsou v průměru o něco menší než ostatní druhy, jejich samci mohou v dospělosti měřit jen 4 mm a samice nejsou větší než 7 mm. Pohlavní dimorfismus není příliš výrazný, i když rozdíly ve zbarvení a velikosti samic a samců jsou patrné. Samice bývají větší, baculatější a méně kontrastně zbarvené. Barvy oscilují od krémové, přes šedou, hnědou až po kovově lesklou a černou. Tělo je ochlupené nestejnoměrně – chloupky vytvářejí chomáče a trsy, které vypadají jako různé výstupky. Hlavohruď je výrazně vertikálně vyvinutá v přední části a svažuje se směrem k zadečku. Chelicery jsou střední až velké, téměř vertikálně umístěné, pedipalpy (makadla) bývají mohutné, hustě ochlupené a kontrastně zbarvené. Zadeček je oválný, někdy prodloužený. Nohy dorůstají značné délky, jsou štíhlé a střapcovitě ochlupené. Nárty a chodidla (tarsus a metatarsus) mají ochlupení výrazně kratší a vypadají jako tyčinky.

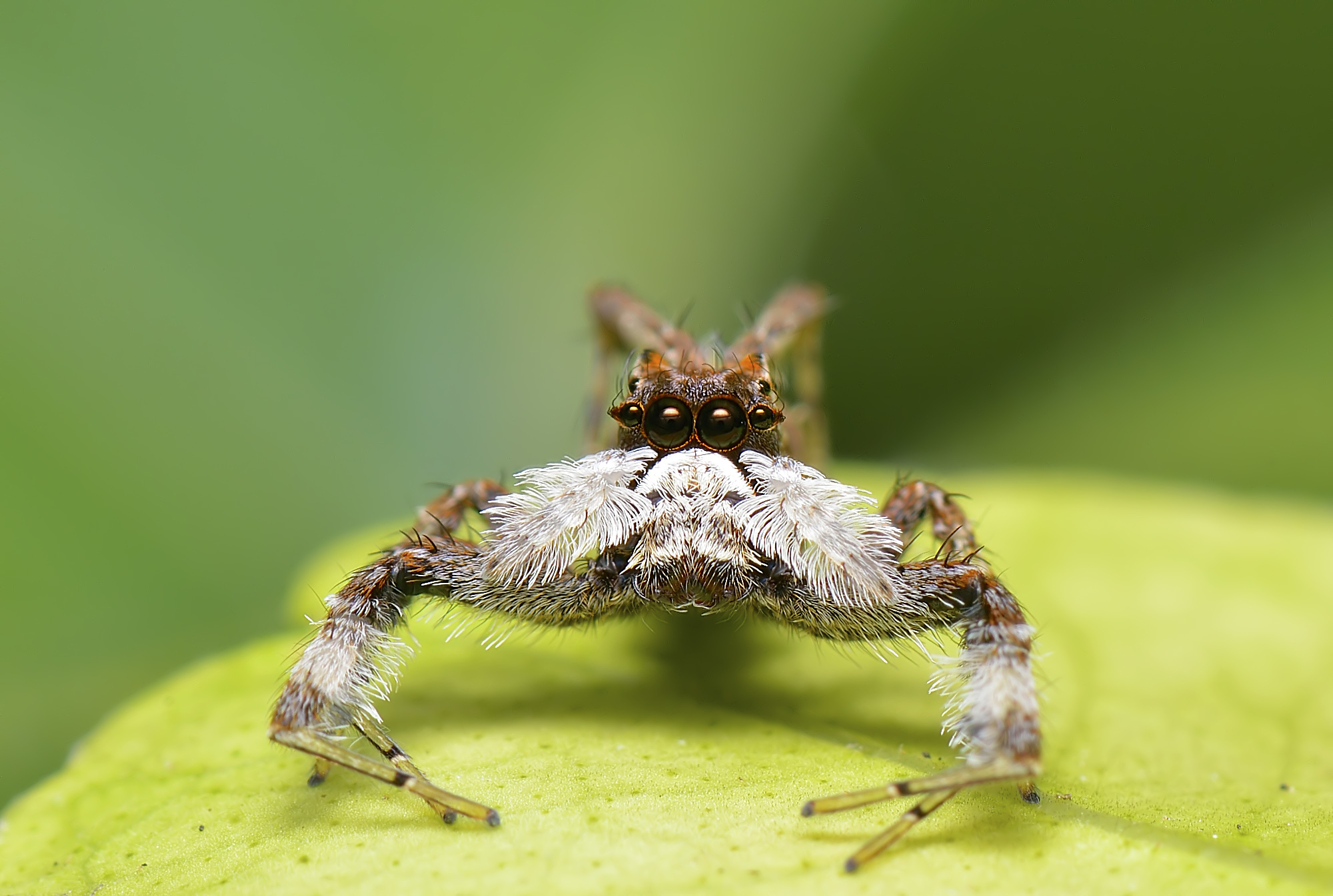
Čelní pohled na Portia labiata
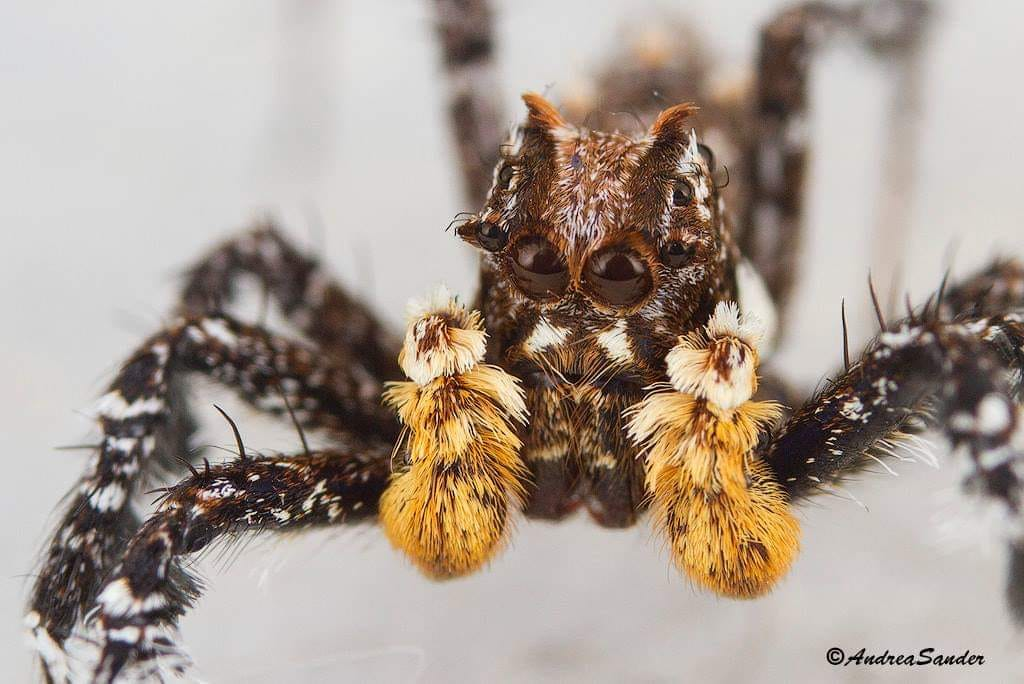
Detail hlavy Portia schultzi
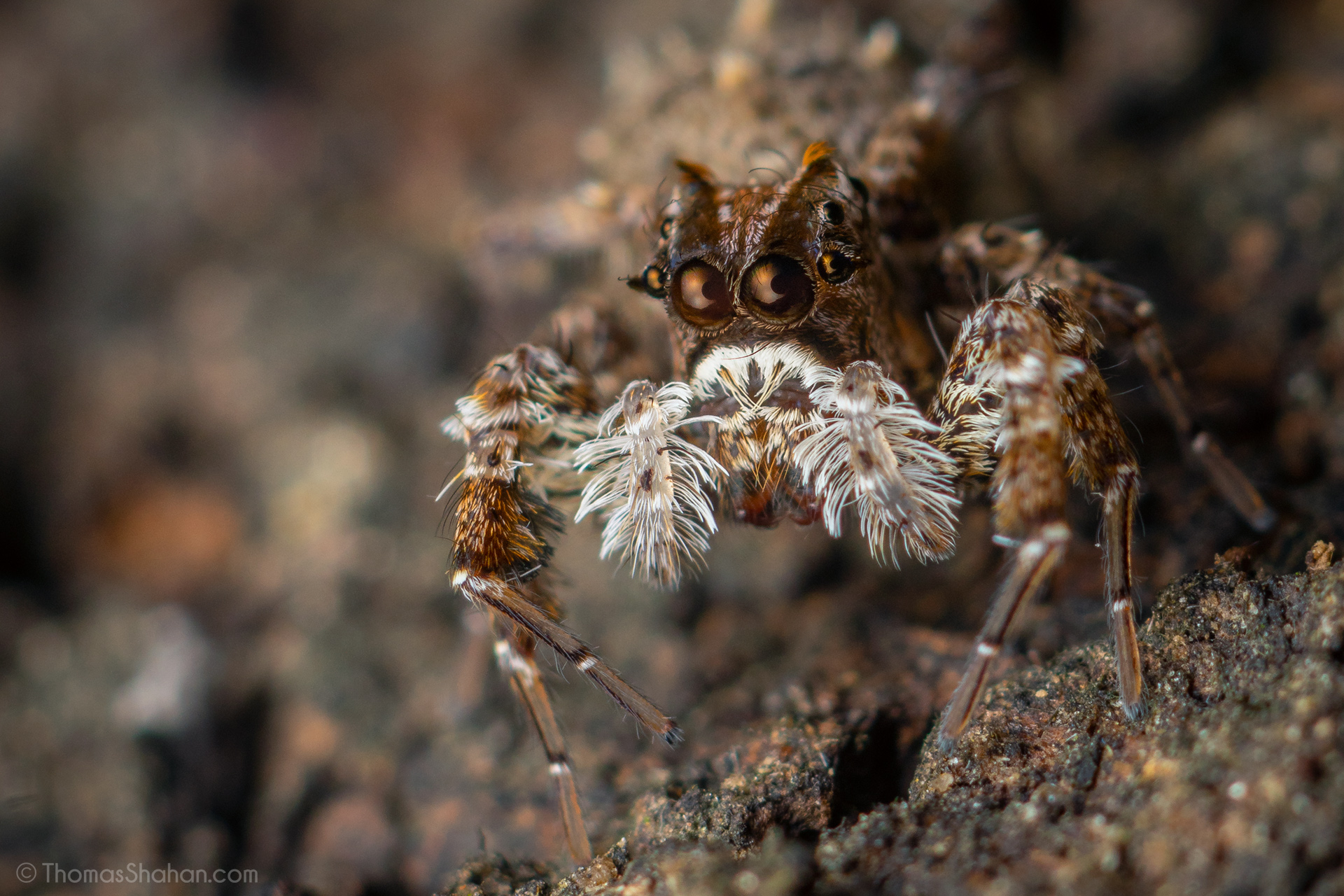
Detail hlavy Portia schultzi
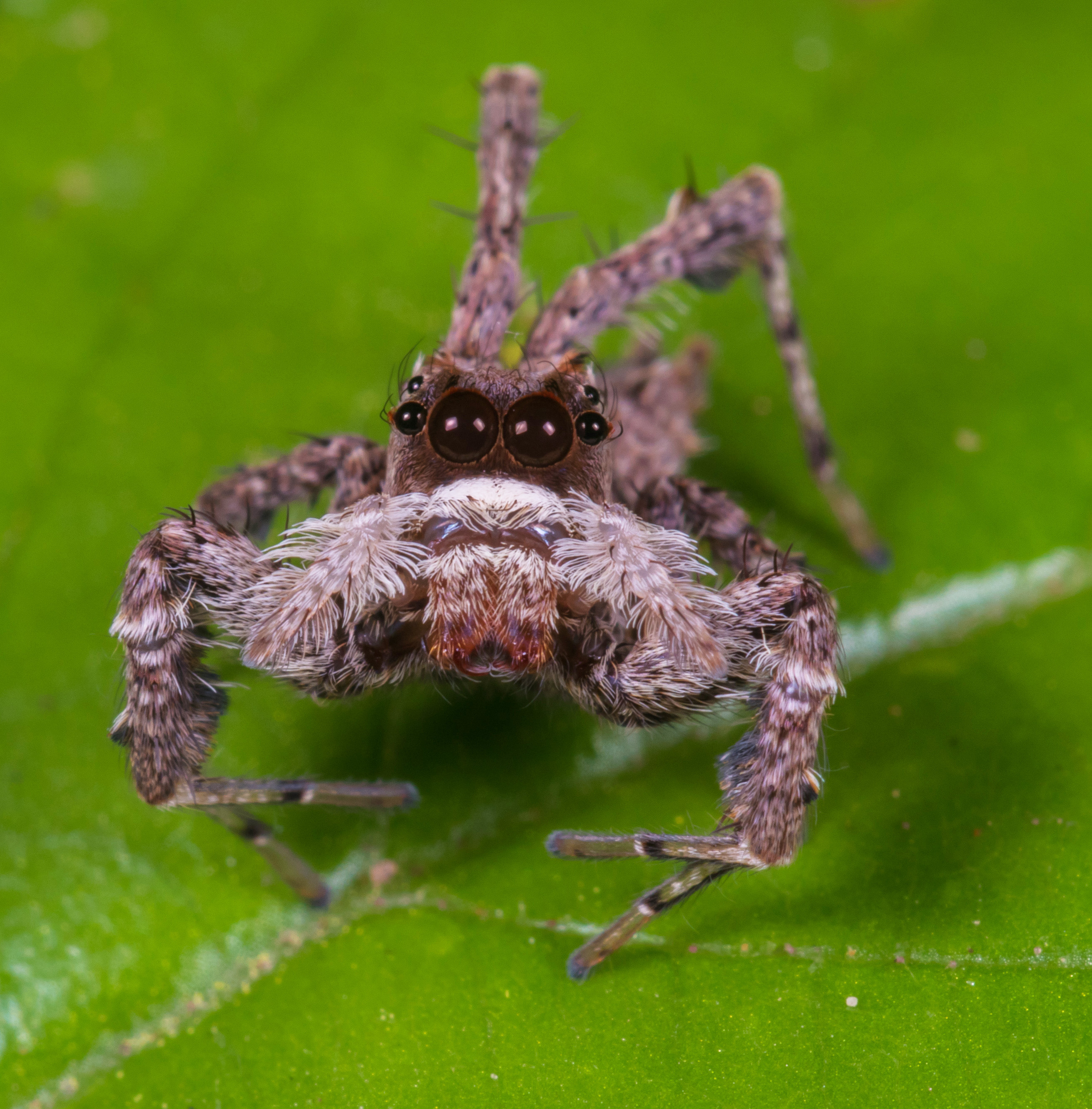
Čelní pohled na Portia orientalis

Celkovým vzezřením připomíná Portia lesní smítko – detrit. Toto maskování jí slouží při lovu. Využívá ho k ošálení své kořisti, především jiných skákavek. Druhotně jde o ochranu před predátory.

### Smysly

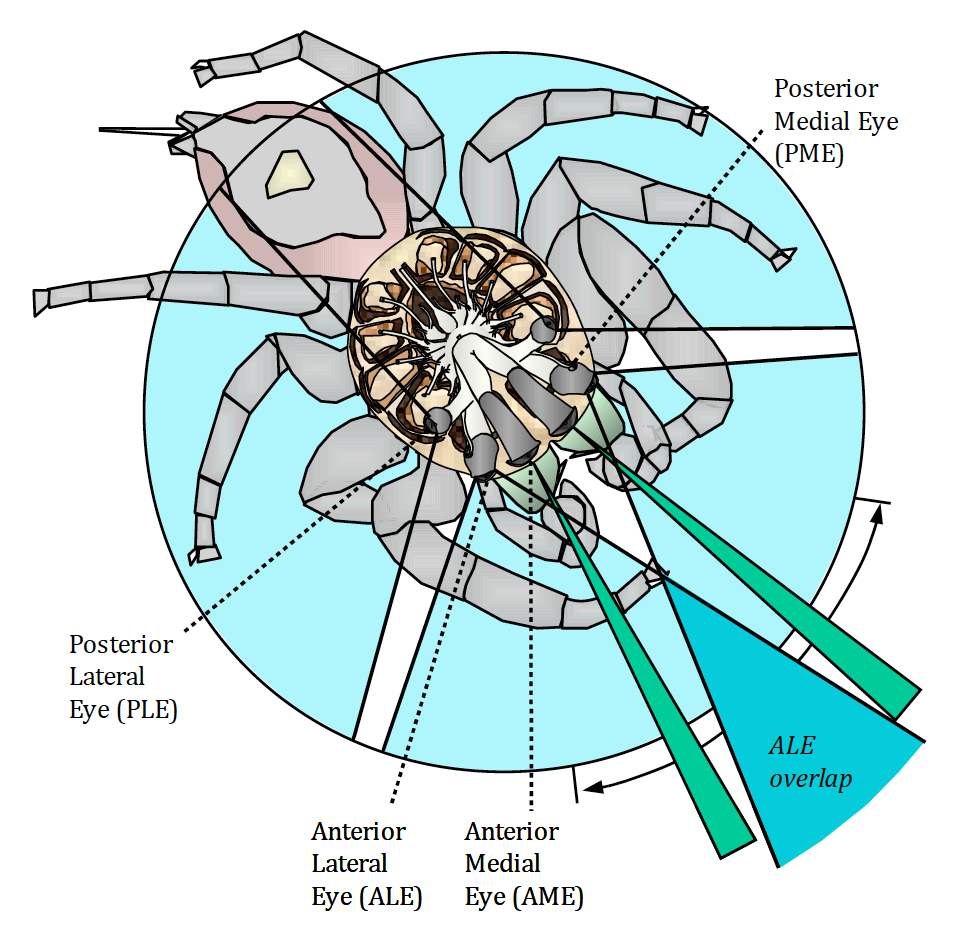
Schéma vizuálního pokrytí prostoru zrakem skákavek

Základním smyslem skákavek Portia je zrak. Stejně jako ostatní zástupci čeledi Salticidae ho mají výrazně rozvinutý, nejlepší mezi všemi pavouky. Mají celkem 8 očí, které jim umožňují rozhled v úhlu téměř 360°. Postranní a zadní páry očí zachycují pohyb v prostoru, ale neumožňují ostré vidění s odhadem vzdálenosti. Při tom hrají zásadní roli dvě velké přední oči, díky nimž vidí Portia prostor před sebou barevně a velmi přesně odhadne vzdálenosti.
Hlavní oči skákavek se zaměřují na pohybující se objekt ve vzdálenostech od přibližně 2 centimetrů do (teoreticky) nekonečna, v reálných podmínkách se dokáží koncentrovat na cíl vzdálený maximálně 75 centimetrů. Umí sledovat v jeden okamžik jen jeden malý objekt, protože nejostřejší část hlavního oka může vidět výseč až 12 milimetrů širokou ve vzdálenosti 20 centimetrů, nebo až 18 milimetrů širokou ve vzdálenosti 30 centimetrů. Na přibližně takovou vzdálenost jsou schopny rozeznat, zda pozorovaný objekt je potenciální kořist, soupeř či partner. Skákavka trnitá v laboratorních podmínkách reagovala pouze na kořist, jež se nacházela do 10 cm od ní. Hlavní oči vnímají barevné spektrum od červené k ultrafialové.
Mezireceptorové úhly očí skákavek Portia mohou mít jen 2,4 minuty oblouku, což je pouze šestkrát horší údaj (větší rozestup) než u lidí a šestkrát lepší než u nejlepších hmyzích očí (u očí vážek). Jejich vizuální vnímání za denního světla je jasnější než u koček.
Skákavka africká (P. africana) se při identifikaci typů kořisti opírá o vizuální rysy obecné morfologie a barvy (nebo relativní jas). Skákavka trnitá loví pouze na základě vizuálních vjemů, blízká ale skrytá nabídka nezpůsobuje žádnou reakci. Skákavka pavoukožravá používá vizuální znamení k odlišení členů stejného druhu od jiných skákavek. Fionna Cross a Robert Jackson (2014) naznačují, že skákavka africká je schopna mentálně otáčet vizuálními objekty uloženými ve své pracovní paměti.
Určitou slabinou zraku skákavek Portia je, že trvá poměrně dlouhou dobu než cíl dokonale zanalyzuje. Zřejmě je to tím, že získání dobrého obrazu z tak malých očí je složitý proces a vyžaduje spoustu skenování. Proto jsou pavouci Portia zranitelní mnohem většími predátory, jako jsou ptáci, žáby a kudlanky, které skákavka často nedokáže identifikovat kvůli jejich velikosti.
Nevizuální smysly portií a skákavek obecně nejsou dosud dobře prozkoumány. Přesto se ví, že Portia dokáže vnímat vibrace přenášené povrchem. Tuto svou schopnost využívá při námluvách a při lovu ve tmě. Pomocí chemoreceptorů „cítí“ pachy, z nichž identifikuje kořist a členy vlastního druhu. U nich je schopna rozeznat přinejmenším pohlaví a připravenost k páření. Umí rozlišit mezi vláknem svým, jiných Portií a pavouků jiného druhu.

## Rozšíření a biotop
Skákavky rodu Portia obývají části střední, jižní, východní Afriky a Madagaskaru, jižní, jihovýchodní a východní Asie, severní Austrálie a některých ostrovů Oceánie (Nová Guinea, Šalomounovy ostrovy). Žijí především v různých typech lesních společenství. Konkrétní biotop se může lišit mezi jednotlivými druhy a populacemi. Skákavka pavoukožravá (P. fimbriata) z Queenslandu jednoznačně preferuje zastíněný vlhký habitat tropických deštných lesů, zatímco stejný druh ze Severního Teritoria žije buď na daleko prosvětlenějších místech, často u vchodů do jeskyň, nebo naopak ve tmě, hluboko v jeskyních. Skákavka trnitá a africká dávají obecně přednost otevřenějším lesům než skákavka pavoukožravá. Portia labiata se úspěšně adaptovala na život na plantážích palem olejných.

## Biologie

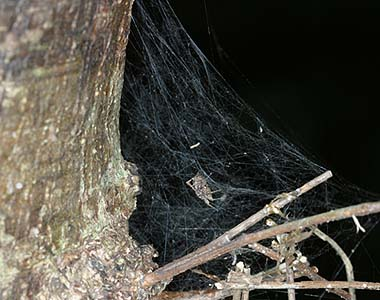
Samice skákavky pavoukožravé v síti

Portia je jediná skákavka, která si staví rozsáhlejší pavučiny (ostatní skákavky spřádají pouze kokony na vajíčka, sperma, nebo malé přístřešky). Buduje dva druhy sítí. Za prvé malé platformy, spletené horizontálně se zhruba čtvercovým půdorysem. Za druhé trojrozměrné, poměrně velké stavby kónického tvaru. Druhý typ staví pouze samice. Sítě jsou mnohdy přivázané k pavučinám jiných pavouků různých druhů. Mimo sítě se skákavky Portia pohybují především při pronásledování kořisti a častěji jsou to samci než samice. Skákavka trnitá často bývá výrazně svázána s životem sklepáka druhu Thelechoris striatipes (Ischnothele karschi), s nímž sdílí sítě, resp. užívá jeho pavučiny. Mezi oběma druhy existuje jistý druh kohabitace, při níž mohou jeden druhého občas usmrtit (především dospělec mladého jedince), ale nejedná se o častý jev.
Portia si za sebou táhne vlákno (dragline), které pavouka jistí při jakémkoliv případném skoku či neočekávaném pádu. Pohyb portií se podobá pomalému mechanickému (robotickému) pohybu. Zřejmě jde o druh mimikry, který má zmást potenciální kořist a její schopnost rozpoznat v portii nebezpečí. Pokud jsou portie vyrušeny, dokáží prudce a neočekávaně vyskočit 10 až 15 cm vysoko. Po dopadu popoběhnou ještě dalších 10 cm a poté ztuhnou. Tento typ divokých skoků neprovádí P. fimbriata z Queenslandu, kterou je díky tomu poměrně snadné odchytit.
Následující tabulka, jejíž údaje jsou založené na studiích specialistů na skákavkovité pavouky Roberta Jacksona, Susan Hallasové a Li Daiqina, ukazuje srovnání všech druhů Portia s dosti unikátní populací skákavky pavoukožravé, která žije v australském Queenslandu. Její chování je natolik odlišné, že vytváří množství specifických rysů a vlastností a to nejen ve srovnání s ostatními druhy, ale i vůči rozdílným populacím v rámci stejného druhu.
|                                        |                                      | Skákavka pavoukožravá (Queensland)                                                | Ostatní skákavky Portia                                                 |
| -------------------------------------- | ------------------------------------ | --------------------------------------------------------------------------------- | ----------------------------------------------------------------------- |
| Světlost habitatu                      | Světlost habitatu                    | menší                                                                             | větší                                                                   |
| Množství síťových pavouků v habitatu   | Množství síťových pavouků v habitatu | větší                                                                             | menší (síťoví pavouci jsou preferovaná kořist)                          |
| Množství skákavek v habitatu           | Množství skákavek v habitatu         | větší (skákavky jsou preferovaná kořist)                                          | menší                                                                   |
| Pomalý, mechanický (robotický) pohyb   | Pomalý, mechanický (robotický) pohyb | výrazný                                                                           | méně výrazný                                                            |
| Obranné chování                        | Obranné chování                      | kamufláž, strnutí                                                                 | divoké skoky, strnutí                                                   |
| Lov síťových pavouků                   | Lov síťových pavouků                 | velmi výkonný, časté používání vibrací                                            | středně výkonný, málo vibrací, více skoků                               |
| Lov skákavek                           | Lov skákavek                         | velmi výkonný, skryté pronásledování (cryptic stalking)                           | málo výkonný, bez využití skrytého pronásledování                       |
| Lov hmyzu                              | Lov hmyzu                            | málo výkonný                                                                      | středně výkonný                                                         |
| Vnitrodruhové chování                  | Vnitrodruhové chování                | málo kanibalismu, samice nenapadá samce, námluvy většinou bez vibrací a bubnování | více kanibalismu, samice napadá samce, námluvy s vibracemi a bubnováním |
| Doba pronásledování - medián (rozptyl) | skákavek                             | 26 minut (1–318 minut)                                                            | 3 minuty (0–41 minut)                                                   |
| Doba pronásledování - medián (rozptyl) | síťových pavouků                     | 16 minut (0–583 minut)                                                            | 5 minut (0–465 minut)                                                   |
| Doba pronásledování - medián (rozptyl) | hmyzu                                | 3 minuty (0–34 minut)                                                             | 3 minuty (0–45 minut)                                                   |

### Obživa
Skákavky Portia jsou araneofágní, což znamená, že jejich hlavní kořistí jsou pavouci, od malých až po dvakrát tak velké, jako je lovec sám. Upřednostňují síťové pavouky a jiné skákavky. Hmyz hraje v obživě sekundární úlohu, a to zvláště v queenslandské populaci skákavek pavoukožravých.

#### Lov síťových pavouků
Napadení síťových pavouků může mít tři podoby: 1) útok přímo na pavučině; 2) výpad skokem z okolní vegetace; 3) útok shora, spuštěním na vlastním vláknu. Při první variantě útoku vstoupí Portia opatrně do pavučiny vyhlédnuté kořisti a brnkáním se pokouší vytvářet různé typy vibrací, které napodobují boj zachyceného hmyzu, nebo signály samců. Tato metoda se nazývá agresivní mimikry. Opakuje při tom jakýkoliv vzorec, který vyvolá pohyb zamýšlené kořisti k útočníkovi. Někdy může toto chování trvat mnoho hodin či dokonce dnů (zaznamenaný rekord je 3 dny), dokud se oběť nevydá zjistit, co se děje. Časově se útoky na síťové pavouky někdy shodují s lehkým vánkem, který rozostří vibrace. Občas dojde k přerušení útoku, jestliže zamýšlená oběť reaguje bojovně, agresivně a odhodlaně, případně tak, že útočníkovi hrozí nebezpečí. Výpad skokem a útok shora spočívají především v tom, aby si útočník našel co nejvýhodnější místo. Mnohdy trvá desítky minut, než se dostane do ideální útočné pozice, vhodné ke spuštění se na vlákně či ke skoku. Jiné skákavky jsou rovněž vynalézavé, ale chování portií je nezvyklé ve své připravenosti používat dlouhé obchůzky, které narušují vizuální kontakt s kořistí.

#### Lov skákavek
Zatímco různé druhy portií neprojevují zásadní specializaci (mírně upřednostňují síťové pavouky) je skákavka pavoukožravá z Queenslandu vysoce efektivním a do určité míry specializovaným lovcem ostatních skákavek (síťovými pavouky nicméně rovněž nepohrdne). Používá k tomu metodu skrytého pronásledování (cryptic stalking), při němž se snaží předstírat, že je kousek smítka a pohybuje se jen, když se na ní oběť nedívá předníma očima. Skrývá při tom své pedipalpy. Tato taktika ji většinou velmi dobře vychází a skákavky v ní navzdory svému dobrému zraku nedokáží rozeznat živého tvora a potenciální smrtelnou hrozbu. Toto chování je zřejmě adaptací na vysokou populační hustotu skákavek v Queenslandu. Kromě skrytého pronásledování používá i metodu sondování hnízda (nest probing), při níž brnkáním zkoumá malé hnízdní pavučiny skákavek. Majitelka kokonu, která vyleze prozkoumat, co se děje, je napadena. Tuto techniku úspěšně zvládají jen samice skákavek pavoukožravých a používají ji vůči do stočeného listu umístěným hnízdům skákavek rodu Euryattus. Ty jsou nicméně mnohdy schopny rozeznat v portii potenciálního predátora a buď ji odehnat nebo utéct.
Ačkoliv je nejběžnější kořistí skákavky pavoukožravé velmi hojná Jacksonoides queenslandicus, experimenty ukázaly, že útočí na jakékoliv další skákavky, vyjma těch z rodu Myrmarachne, které svým zjevem velmi věrně napodobují mravence. Ty nenapadá nikdy. Poněkud menší zájem jeví portie o skákavky maskované za brouky a obecně o mimetiky mravenců (rody Pachyballus, Synageles, Peckhamia).

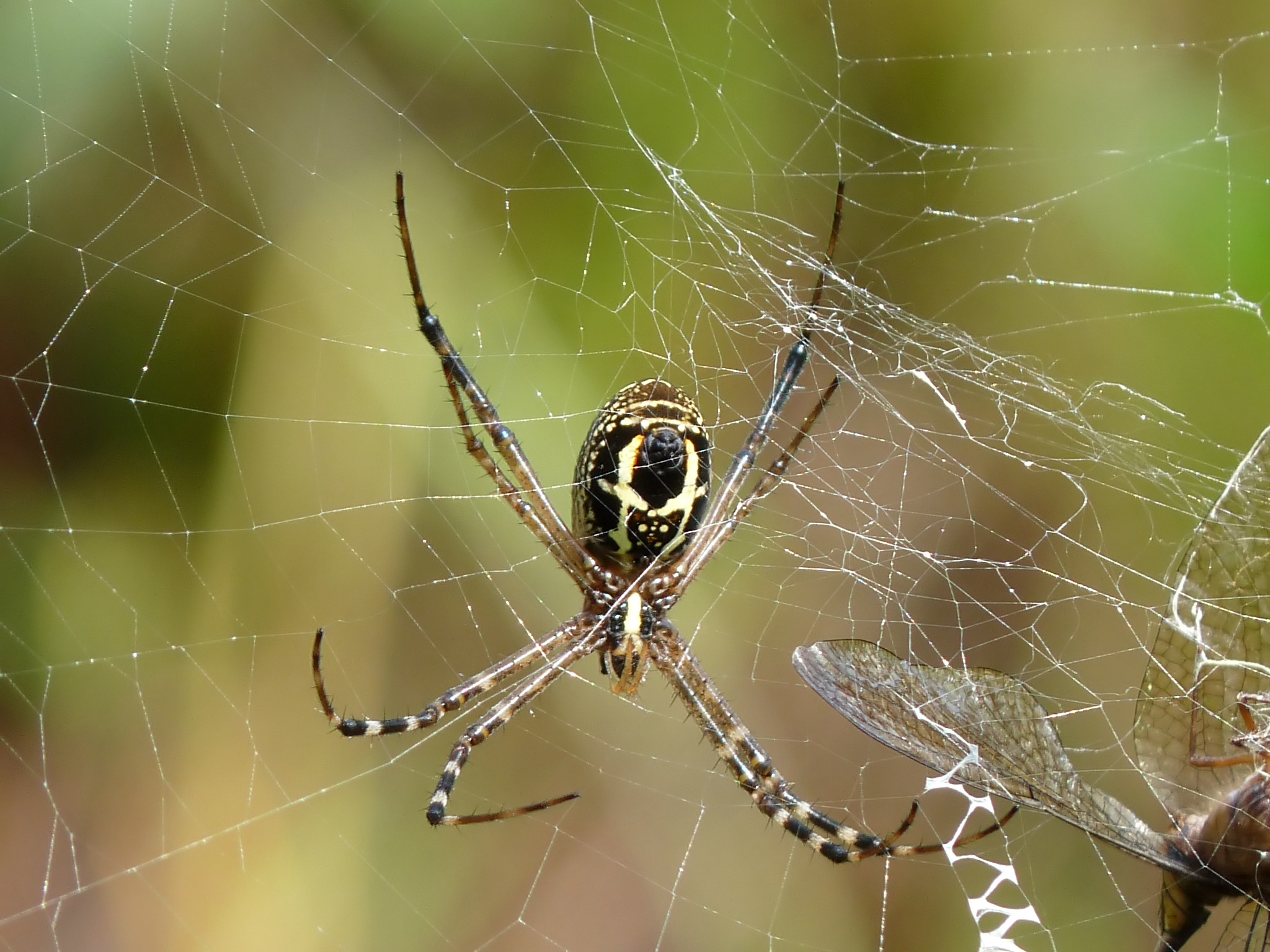
Křižáci rodu Argiope bývají oblíbenou kořistí portií (zde křižák řetízkový).
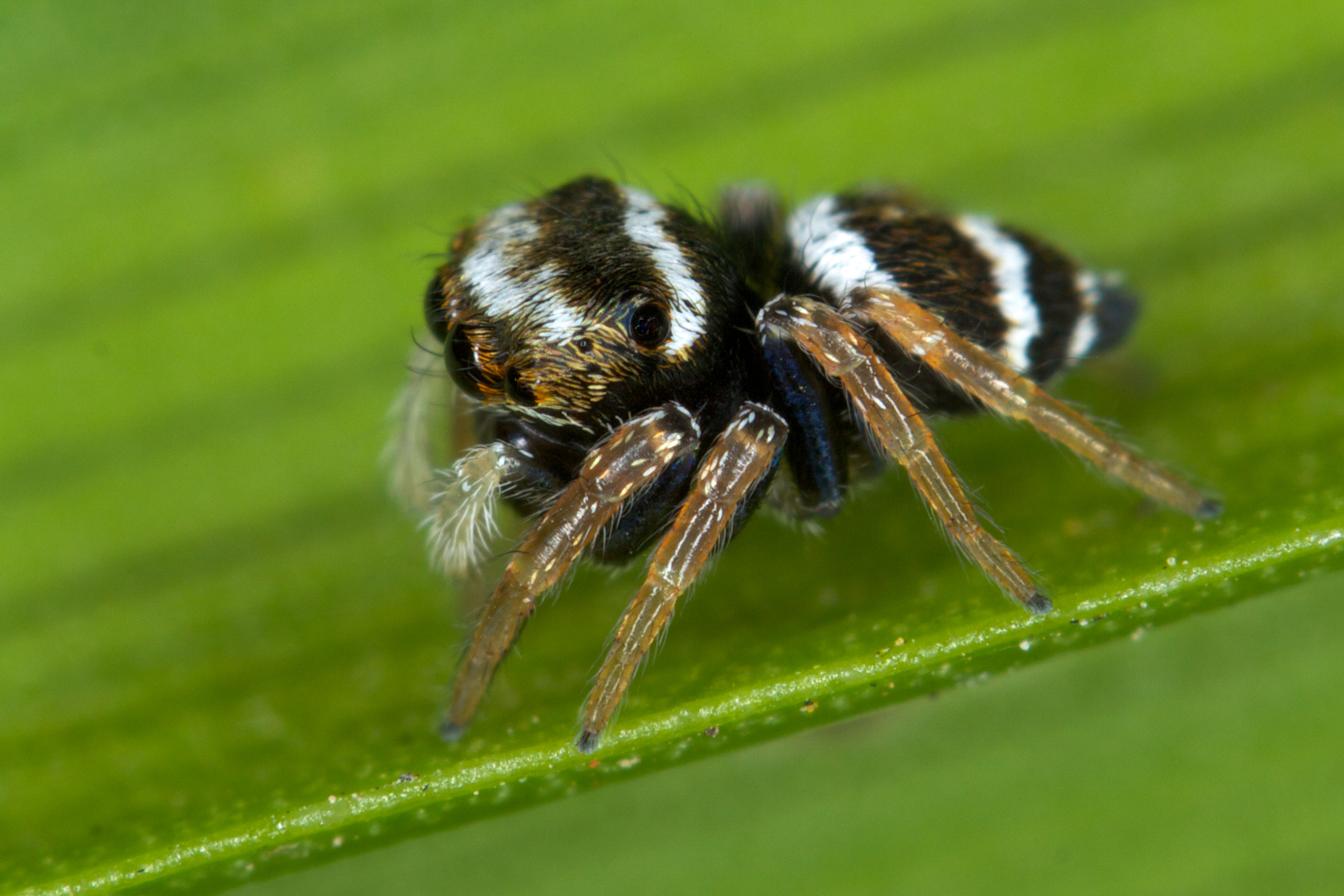
Skákavka Euryattus bleekeri patří mezi běžnou kořist skákavek Portia.
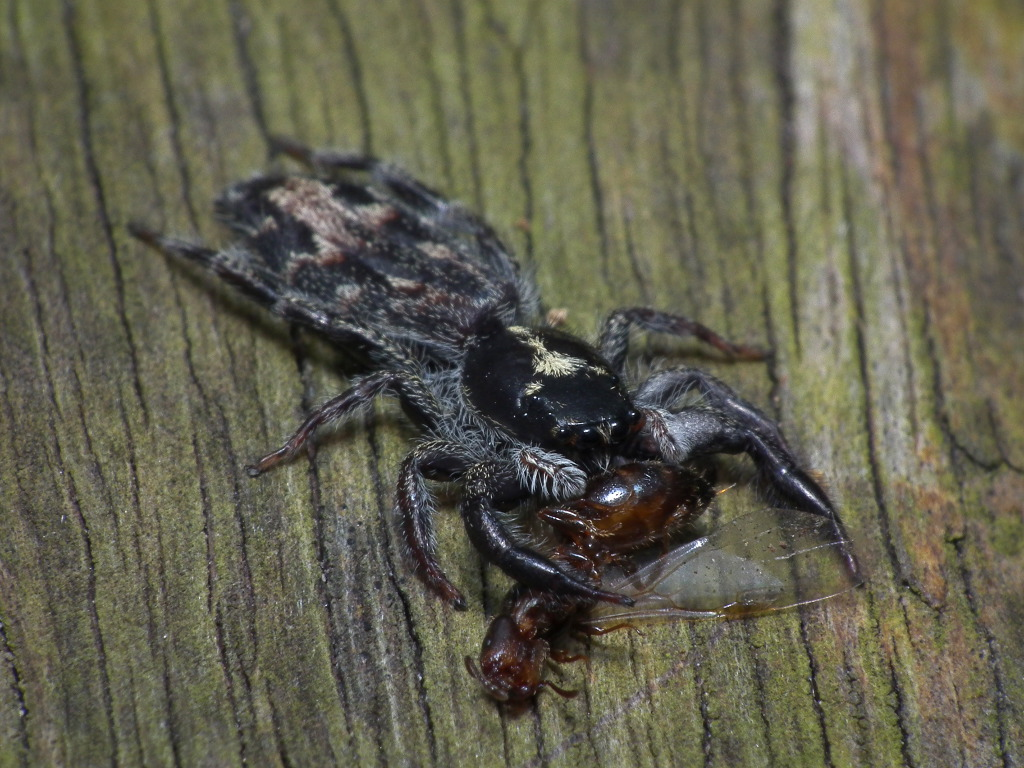
Skákavky rodu Holoplatys mají netypický zploštělý tvar těla, což však nebrání portiím, aby je lovily
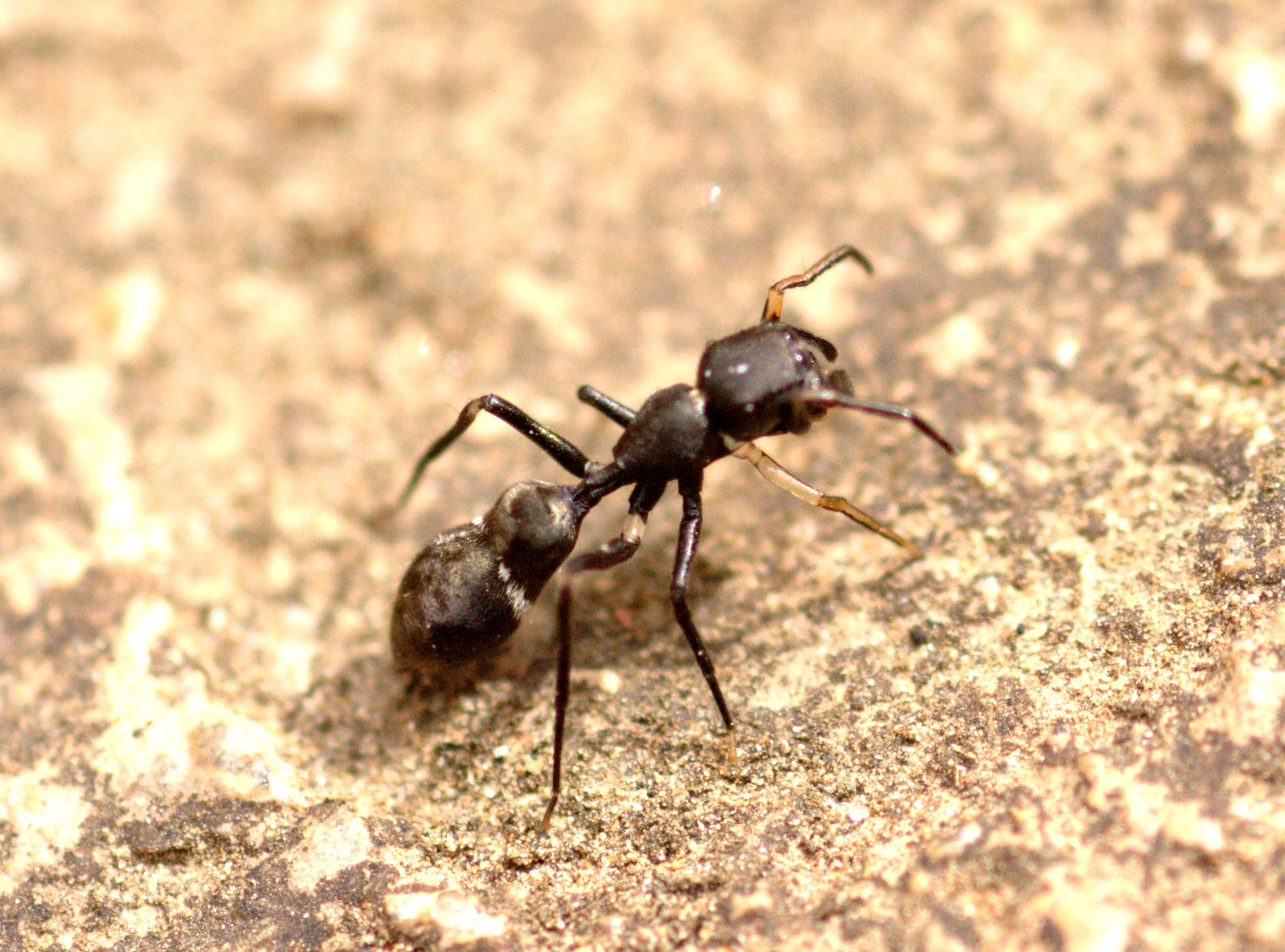
Skákavky rodu Myrmarachne vypadající jako mravenci bývají útoků portií ušetřené.
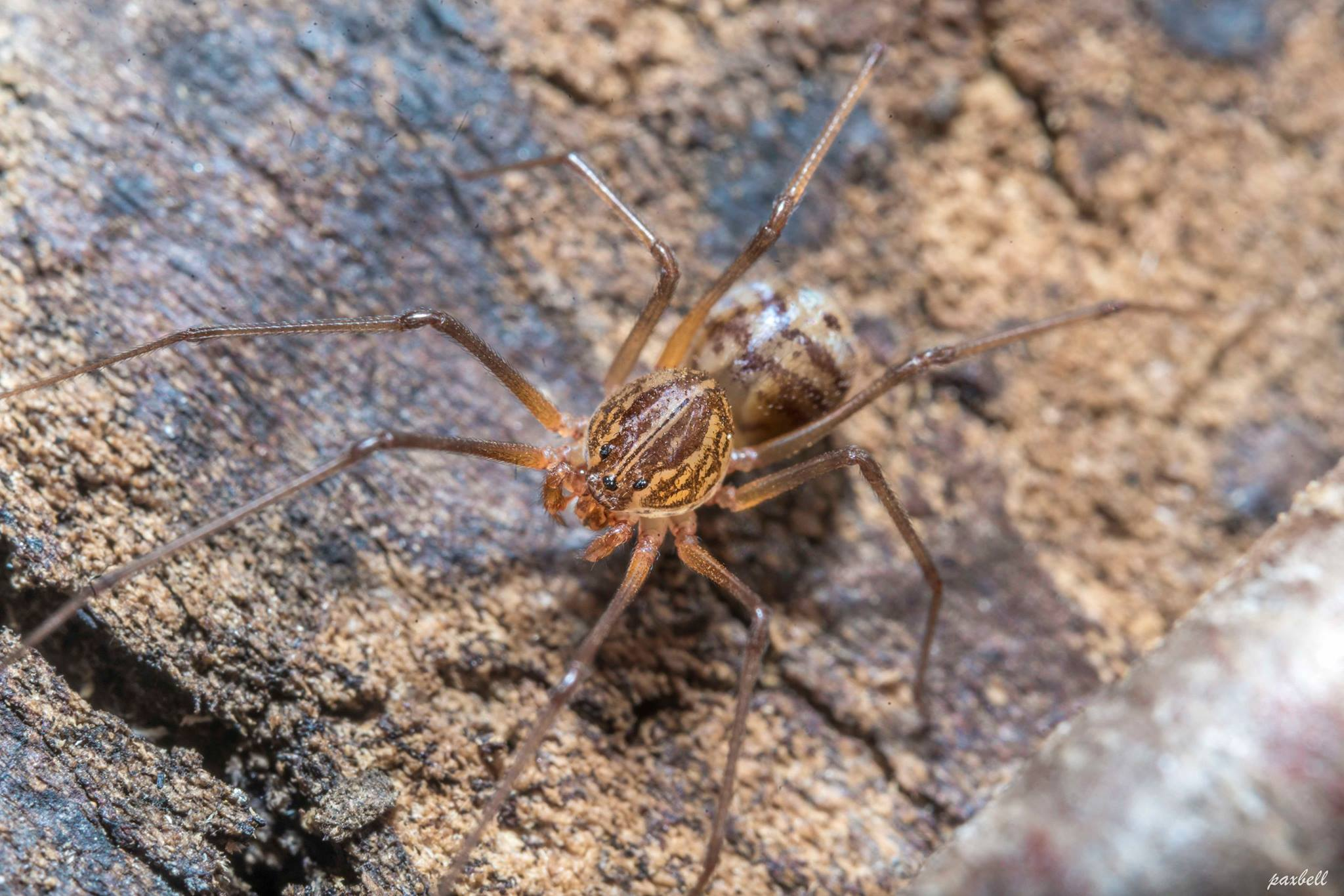
Lepovky se mohou stát kořistí portií, nicméně jde o kořist velmi nebezpečnou, neboť jde rovněž o lovce pavouků.

#### Lov lepovek
Laboratorní studie ukazují, že Portia se velmi rychle učí, jak ulovit pavouky, které nezná ze svého přirozeného biotopu. Přesné vizuální rozpoznání potenciální kořisti je důležitou součástí její lovecké taktiky. Například v Los Baños na Filipínách místní Portia labiata napadá velmi nebezpečné plivající lepovky druhu Scytodes pallidus, které samy loví skákavky. Útočí na ně zezadu. Zdá se, že jde o instinktivní chování, protože zástupci tohoto druhu se takto chovají i v laboratoři hned od počátku, když se setkají s lepovkou. Na druhou stranu nepoužívají stejnou taktiku proti lepovkám nesoucím kokon s vajíčky. Ty napadají i zepředu, protože kokon znemožňuje lepovkám využít svých plivacích chelicer.
| Druh skákavky | Počet testů | Lepovka plivala | Skákavka pronásledovala lepovku | Skákavka zabila lepovku | Lepovka zabila skákavku |
| --- | ----------- | --------------- | ------------------------------- | ----------------------- | ----------------------- |
| Jacksonoides queenslandicus | 34          | 90 %            | 0 %                             | -                       | 90 %                    |
| Ligurra sp. | 29          | 62 %            | 45 %                            | 17 %                    | 45 %                    |
| Portia fimbriata (Q) | 54          | 38 %            | 96 %                            | 31 %                    | 19 %                    |
| Portia labiata (SL) | 38          | 29 %            | 98 %                            | 42 %                    | 16 %                    |
| Portia labiata (LB) | 65          | 15 %            | 98 %                            | 80 %                    | 8 %                     |
| Poznámky k tabulce: - (Q) = Queensland, (SL) = Srí Lanka, (LB) = Los Baños, Filipíny - Doplnění do 100 % představuje případy, kdy se útok nepovedl ani jednomu z pavouků |             |                 |                                 |                         |                         |

Experimenty, které skákavky Portia postavily proti umělým pavoukům s libovolnými, ale konzistentními způsoby chování, ukázaly, že portiina instinktivní taktika je pouze počátečním bodem pro aplikaci metody pokus-omyl, během níž se tito pavouci učí velmi rychle.

#### Lov hmyzu
Hmyz zachycený do pavučiny, ať už jiného pavouka nebo do její vlastní, napadá Portia nejen bez jakékoliv zvláštní taktiky (nikdy nepoužívá brnkání), ale zdánlivě i bez většího zájmu. Často trvá velmi dlouho, než k útoku vůbec dojde, ačkoliv se oběť nachází nedaleko skákavky. Portia jakoby čekala, až se lapený hmyz úplně vysílí. Pokud dojde k situaci, že lapený hmyz v síti přiláká jiného (domácího) pavouka, útočí Portia přednostně na něj. Pronásleduje-li hmyz mimo pavučinu, chová se jinak než ostatní skákavky. Ty používají taktiku opatrného (nenápadného) či naopak rychlého přibližování, přikrčení se a rychlých výpadů, mnohdy zachytí odletující hmyz ve skoku. Portia se přibližuje k hmyzu svou normální chůzí, která připomíná mechanický pohyb. Pokud hmyz neodběhne či neulétne, lapí ho nejčastěji krátkým výpadem ze vzdálenosti menší, než je délka jejího těla. Skoky používá zcela výjimečně. Popsaná taktika bývá vůči rychlému hmyzu ve srovnání s jinými skákavkami málo efektivní. Skákavka trnitá používá jako jediná z rodu Portia taktiku, kdy se spouští ze své nebo cizí sítě na po zemi se pohybující potenciální kořist, což může být hmyz i pavouci.

#### Usmrcení kořisti, jiná potrava
Když se přiblíží na dosah oběti, používá různé výpadové techniky proti různým pavoukům. Nejčastěji útočí na horní část hlavohrudi či zadečku. U dlouhonohých síťových pavouků si dává pozor, aby jim při výpadu nenarazila do nohou, což by vyvolalo jejich okamžitou agresivní reakci, kterou by útočník nemusel přežít. Na druhou stranu, když útočí na relativně neškodnou kořist, jako jsou mouchy, prostě ji uchopí a zakousne bez ohledu na polohu oběti. Občas zachytí kořist pomocí svých vlastních pavučin, ale častěji vylupuje sítě jiných pavouků a vysává tam zachycenou kořist (kleptoparazitismus). Může požírat také mrtvé členovce, které najde. Živí se i vajíčky jiných pavouků (oofágie). Příležitostně konzumuje, podobně jako mnoho dalších skákavek, i nektar.

#### Jed
Jed skákavek Portia funguje zřejmě na nervové bázi. Je velmi účinný vůči pavoukům a relativně méně účinný vůči hmyzu. Paralýza pavouků menší a střední velikosti nastává během 10 až 30 sekund, velcí pavouci musejí být kousnuti vícekrát (někdy až 15 krát). Hmyz po kousnutí často vzdoruje několik dalších minut. Avšak samotný jed oběť většinou neusmrtí. Pokud byl totiž ochromený pavouk portii odebrán, ve většině případů se do hodiny plně probral a normálně pokračoval v životu. Nicméně byly zaznamenány případy, kdy pokousaná oběť následně uhynula (skákavky Euryattus). Portia po kousnutí často vyčkává v ústraní několik minut. Až když si je jistá, že je kořist paralyzována a tedy neškodná, přistoupí k vstříknutí trávicích enzymů a vysátí oběti.

#### Analýza loveckého chování vybraných druhůPortia
V roce 1986 provedli Robert Jackson a Susan Hallasová rozsáhlou studii, v níž se zaměřili na komparaci loveckých schopností několika druhů skákavek rodu Portia. Pozorovali několik set pavouků jak ve volné přírodě, tak především v laboratoři. Výsledky této analýzy shrnuje následující tabulka.
| Kořist | Výkon                             | P. fimbriata (Q) | P. fimbriata (NT) | P. fimbriata (SL) | P. fimbriata (samec) | P. africana | P. labiata | P. schultzi | P. schultzi P. labiata (samec) |
| --- | --------------------------------- | ---------------- | ----------------- | ----------------- | -------------------- | ----------- | ---------- | ----------- | ------------------------------ |
| 1. Skákavka | Tendence k pronásledování kořisti | 87%              | 50%               | 94%               | 0-48 %               | 77%         | 63%        | 58%         | 0-42 %                         |
| 1. Skákavka | Schopnost chytit kořist           | 93%              | 10%               | 45%               | 0-84 %               | 29%         | 40%        | 36%         | 0-47 %                         |
| 2. Síťový pavouk | Tendence k pronásledování kořisti | 91%              | 94%               | 64%               | 7-84 %               | 74%         | 83%        | 84%         | 8-73 %                         |
| 2. Síťový pavouk | Schopnost chytit kořist           | 92%              | 81%               | 83%               | 50-92 %              | 65%         | 79%        | 72%         | 25-77 %                        |
| 3. Hmyz | Tendence k pronásledování kořisti | 27%              | 30%               | 43%               | 24 %                 | 48%         | 35%        | 52%         | 20 %                           |
| 3. Hmyz | Schopnost chytit kořist           | 41%              | 83%               | 78%               | 58 %                 | 67%         | 71%        | 69%         | 50 %                           |
| Poznámky k tabulce: - Není-li uvedeno jinak, jde o samice. - „Tendence k pronásledování kořisti“ vyjadřuje množství testů, při nichž se Portia začala přibližovat k možné kořisti nebo začala brnkat na síť jiného pavouka. - „Schopnost chytit kořist“ vyjadřuje množství případů, kdy byla kořist lapena. - (Q), (NT) a (SL) označuje skákavku pavoukožravou (P. fimbriata) z Queenslandu, Severního Teritoria a Srí Lanky. - Kořist: 1. různé druhy pavouků z čeledi skákavkovití; 2. síťoví pavouci z čeledí cedivkovití a snovačkovití; 3. moucha domácí. - Údaje k samcům se značně lišily v závislosti na velikosti nabízené kořisti – čím větší byla, tím se výrazně snižovala tendence ji pronásledovat a schopnost ji lapit. |                                   |                  |                   |                   |                      |             |            |             |                                |

### Úmrtnost při lovu, nepřátelé
Skákavky Portia bývají někdy zraněny či zabity svou zamýšlenou kořistí. Hlavním nebezpečím pro ně je agresivní obrana síťových pavouků, ostatní skákavky a hmyz představují jen minimální hrozbu. Při rozsáhlém testu loveckých interakcí (celkem 1007 testů) byla Portia zabita v 1,3 % případů. Z toho skákavka pavoukožravá zemřela při 0,6 % útoků, skákavka trnitá v 1,7 % a Portia labiata v 2,1 %. Častější než smrt bývá zranění, spočívající v pokousání a následném krvácení nebo ztrátě končetiny. Skákavka pavoukožravá byla zraněna při 1,2 % útoků, skákavka trnitá při 7 % a Portia labiata při 6 %. K odtržení končetiny dochází u portií velmi často a jde o jeden z jejích obranných mechanismů, je-li lapena síťovým pavoukem. Dospělcům už nová končetina nenaroste. Nedospělým doroste přibližně 7 dní po svléknutí, ale je tenčí a hladší. Portia má tuhou kutikulu, což ji umožňuje uniknout i poté, co ji jiný pavouk chytil a snažil se do ní vstříknout jed.
Mezi predátory skákavek Portia patří žáby, plazi, ptáci, kudlanky a mravenci. Mohou padnout za oběť i plošticím zákeřnicím, jak bylo pozorováno u skákavky africké, jež byla rutinně zabíjena plošticemi Scipinnia repax a Nagusta sp. specializovanými na lov skákavek. Kanibalismus je rovněž příčinou úmrtí. Skákavka trnitá žijící v sítích sklepáků (Thelechoris striatipes) jim někdy padne za oběť a to především nedospělí jedinci.

### Sociální chování

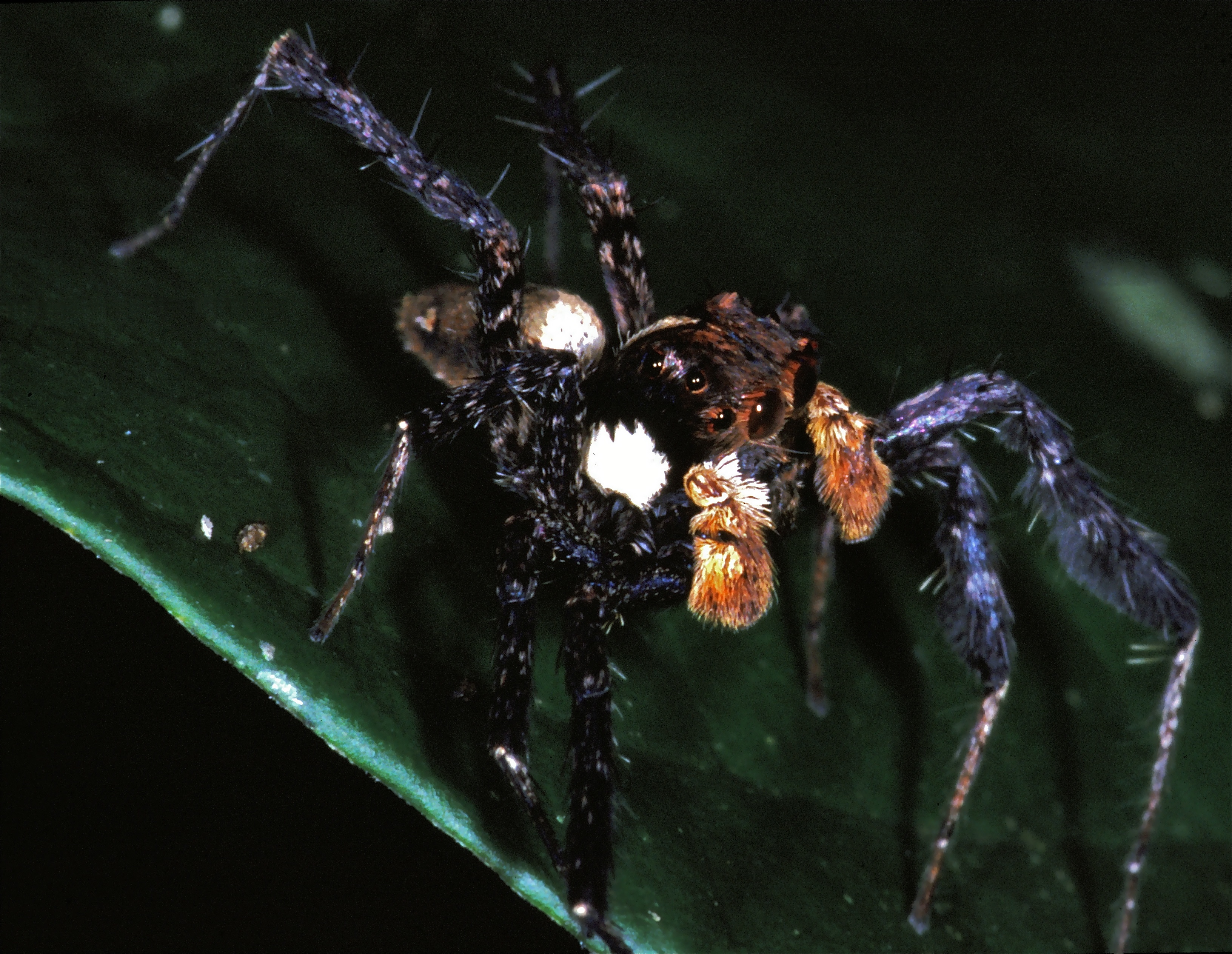
Portia nespecifikovaného druhu

Samci všech druhů Portia mají tendenci vyhledávat nedospělé samice a žít s nimi, dokud pohlavně nedozrají. Obývají společně samičí pavučinu, přičemž jsou od sebe vzdáleni nejčastěji 2 až 5 cm. Nakonec se s nimi spáří. Nicméně plně dospělé skákavky různých pohlavních kombinací vzájemnou společnost nevyhledávají a drží se od sebe stranou. Výjimkou jsou skákavky africké. Mnoho jedinců tohoto druhu žije ve vzájemné blízkosti poblíž sítí jiných pavouků. Když se rezidentní pavouk snaží síť opustit nebo jiný pavouk naopak na síť dostat, některá ze skákavek vyrazí a pavouka zabije. Na kořisti se následně začnou živit i ostatní jedinci.
Vztahy samic portií jsou často velmi napjaté, agresivní a nezřídka končí smrtí jedné z nich. Samice s méně končetinami bývá ve střetnutích outsider. Pokud se podaří jedné samici obsadit síť druhé, sežere její vajíčka. Samice Portia labiata vykazují nejsilnější kanibalistické sklony mezi všemi druhy Portia. Experimenty rovněž ukázaly, že jedinci tohoto druhu jsou schopni rozlišit vlastní pavučinová vlákna od vláken spředených jiným jedincem.
Intraspecifické agresivní chování se projevuje tak, že pavouci provádějí rychlé výpady vůči konkurentům, sestávající z úderů, narážení a skoků. Pohlavně nezralé samice někdy předstírají dospělost a samce ochotné k páření se snaží zabít a sníst.
Během lovu vylučují dospělé samice portií (africana, fimbriata, labiata, schultzi) zvláštní chemické signály, které mají ostatní jedince téhož druhu upozornit na jejich přítomnost a zabránit konfliktu o kořist. Tyto látky potlačují agresivitu u jedinců téhož druhu a snižují jejich lovecký pud.

### Rozmnožování
Před začátkem námluv si samec usouká malou pavučinu, do níž vstříkne sperma, které pak nasaje do rezervoárů ve svých makadlech. Samice začne v době rozmnožování produkovat feromon, jímž láká samce. Látka, jež je emitována samičí kutikulou do vzduchu a zároveň rozptýlena na vláknu, pomáhá samci partnerku najít a informuje ho o jejím stáří a tedy i o pohlavní zralosti.
Pokud se potkají dva páření-chtiví jedinci opačného pohlaví, nastává fáze vzájemného ukazování (tzv. tanečků). Nejdříve se pozorují, poté vztyčují přední páry nohou a pedipalpy a mávají na sebe, někdy předstírají výpady. Samec brnká na pavučinu, samice druhů P. labiata a P. schultzi často bubnuje makadly na síť nebo prudce tahá za vlákna. Po určité době se sameček přiblíží k samici a začne ji osahávat předníma nohama a makadly. Nakonec na ní vyleze a začne kopulace. Čas mezi prvním ukázáním a začátkem kopulace bývá obvykle několik desítek minut (medián je 29,5 minut, rozptyl 4 až 169 minut) Samotné páření probíhá většinou v samičí síti nebo na vláknu (P. schultzi, P. labiata) a trvá okolo 100 sekund. Samice druhů P. labiata a P. schultzi se během páření a po něm občas snaží samce zabít a zkonzumovat. Někdy se jim to povede. U P. fimbriata ke kanibalismu nedochází. V jakékoliv fázi namlouvacího procesu může dojít k tomu, že jeden z pavouků uteče (častěji samec), čímž námluvy končí. K páření může dojít opakovaně a to především u druhů P. labiata a P. schultzi, neboť pro jejich samičky je páření zároveň spojeno s pravděpodobnou konzumací kořisti (samec).
Samičky kladou vajíčka na cca 20 mm dlouhé spadlé hnědé listy, kousky kůry nebo detrit, pokryjí je vláknem a připevní k pavučině. Někdy upředou vlastní kokon v horní části své pavučiny (nejčastěji P. fimbriata ze Severního teritoria a zřejmě i P. albimana). Samičky druhu P. labiata dokáží rozeznat svá a cizí vajíčka.

### Životní cyklus
Pavouci Portia procházejí několika fázemi vývoje jak ve vajíčku, tak po vylíhnutí. Doba vývoje embrya trvá cca 13 dní, první prelarvální fáze 1 den, larvální fáze 1 den a druhá larvální fáze cca 11 dní. Následuje líhnutí z vajíčka. Morfologicky a chováním jde o věrné kopie dospělců, jsou však menší a neplodní. Nedospělí pavouci projdou 5 až 10 instary (svlékáními), než se z nich stane plně funkční dospělý jedinec. Větší druhy (P. labiata a P. fimbriata) mají obvykle více instarů než druh menší (P. schultzi). Dva až čtyři dny před každým svlékáním, jež jsou velmi nepravidelná (v průměru nastávají zhruba po 3 týdnech), utlumí skákavky svou aktivitu, přestávají lovit a tráví čas v pavučině. Plné dospělosti se po cca 148 až 174 dnech dožije 24 % ze všech vylíhlých jedinců. Doba života dospělců (jedinců, kteří už se nesvlékají) se liší podle pohlaví. Samice žijí 169–212 dní, samci 50–83 dní.

## Inteligence
Pavouci rodu Portia často loví způsobem, který se zdá být sofistikovaný až inteligentní. Všichni členové rodu mají instinktivní loveckou taktiku vůči své nejčastější kořisti, ale mohou improvizovat metodou pokus-omyl proti neznámé kořisti nebo v neznámých situacích a pak si zapamatují nový postup.
Jsou schopni zkoušet různé typy chování, aby získali zpětnou vazbu týkající se úspěchu nebo neúspěchu. A dokáží plánovat dopředu, jak se zdá z jejich často oklikami vedoucích cest k potenciální oběti.
Skákavky Portia dělají odbočky a okliky, aby našly nejlepší úhel útoku proti nebezpečné kořisti, a to dokonce i tehdy, když oklika odvede skákavku z vizuálního kontaktu s kořistí. Někdy plánovaná cesta ústí ve slanění pomocí vlákna a napadení kořisti zezadu shora. Taková příprava útoku může trvat mnoho desítek minut. Portia obvykle vybere správnou trasu, i když během přípravy projde i okolo ke kořisti bližší, ale nesprávné trasy.
Při pokusech s volbou únikové trasy z místa obklopeného vodou (malý umělý ostrůvek) používala Portia metody pokus-omyl k úspěšnému postupu a vyhýbala se vědomě řešení, které ji nepřinášelo úspěch.
Hlavním nedostatkem myšlení skákavek je, přes výše uvedené, jeho pomalost. Lze to i očekávat, neboť Portia má nervové centrum výrazně menší, než je velikost špendlíkové hlavičky. S celkovým počtem asi 600 000 neuronů figuruje na pomezí mezi mravencem či mouchou (cca 250 000 neuronů) a včelou nebo švábem (cca 1 000 000 neuronů), mnoho řádů za mozkem myším (70 milionů neuronů) a nesrovnatelným mozkem lidským (cca 90 miliard neuronů).

## Galerie

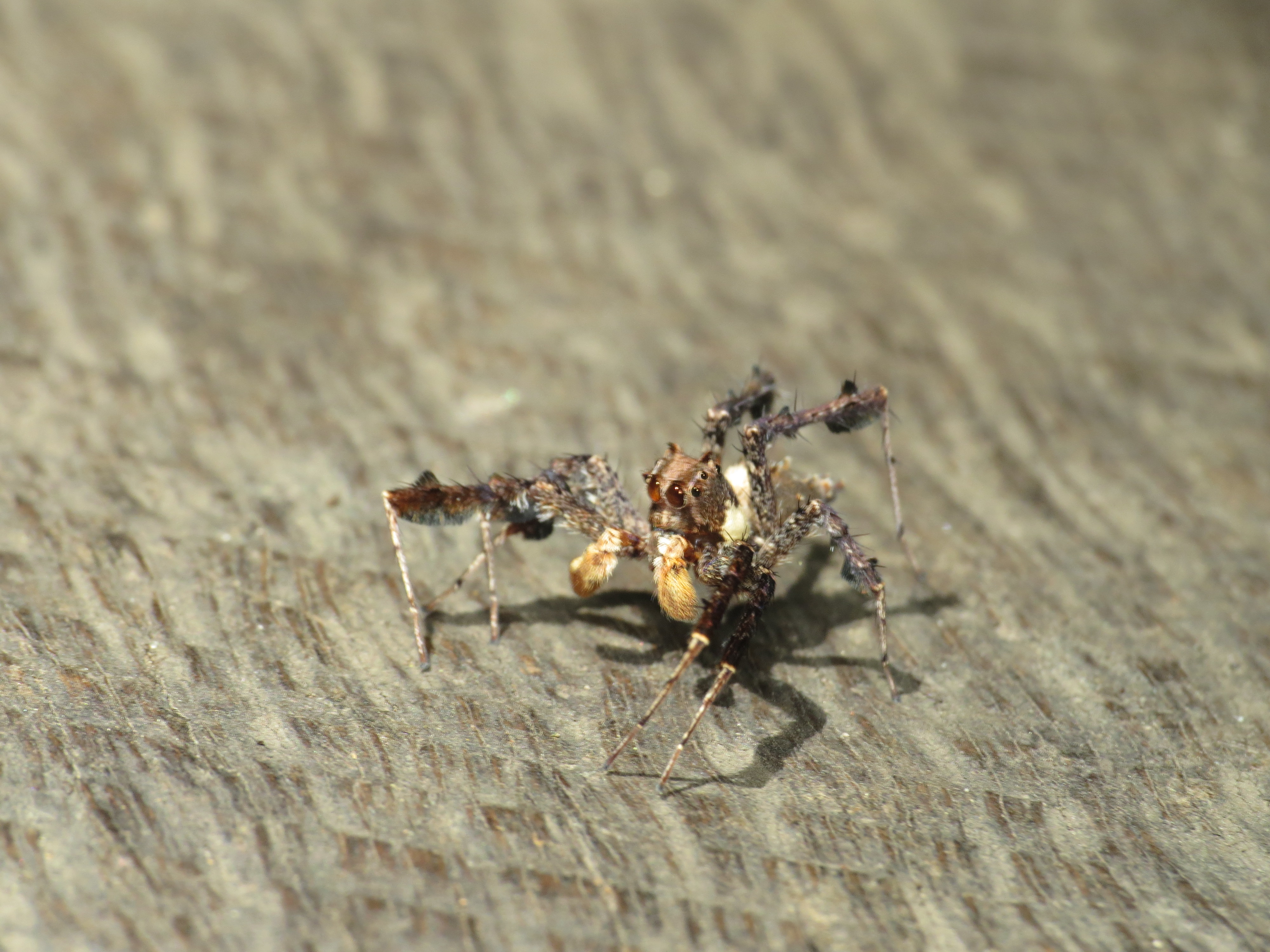
Skákavka pavoukožravá
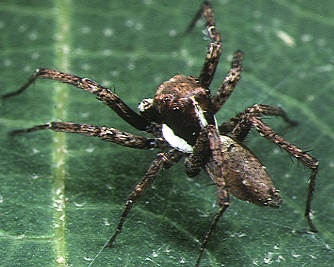
Samec (?) skákavky pavoukožravé
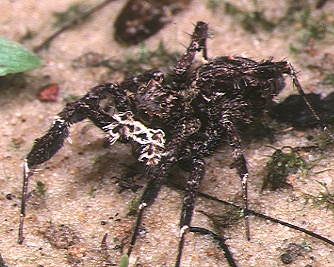
Samice skákavky pavoukožravé
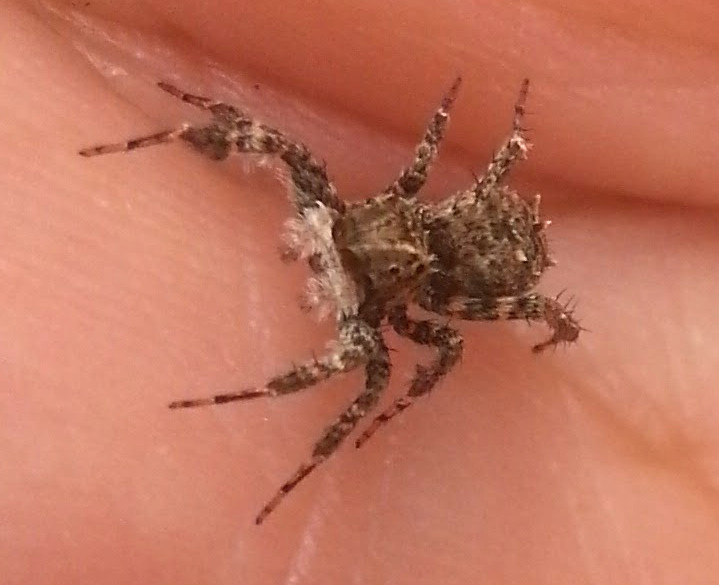
Portia labiata
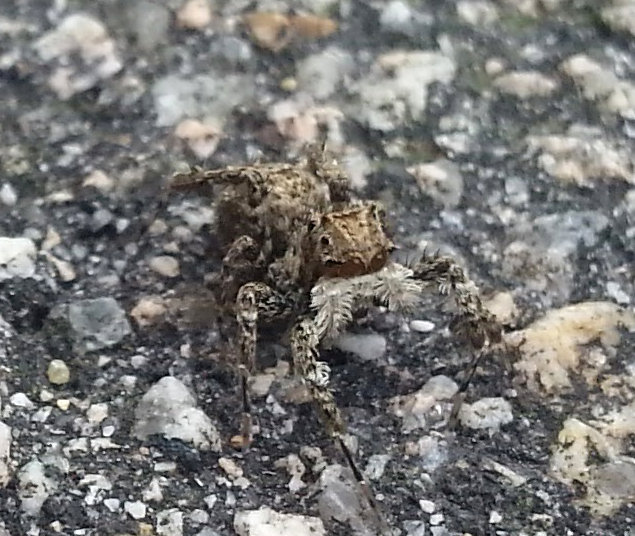
Portia labiata
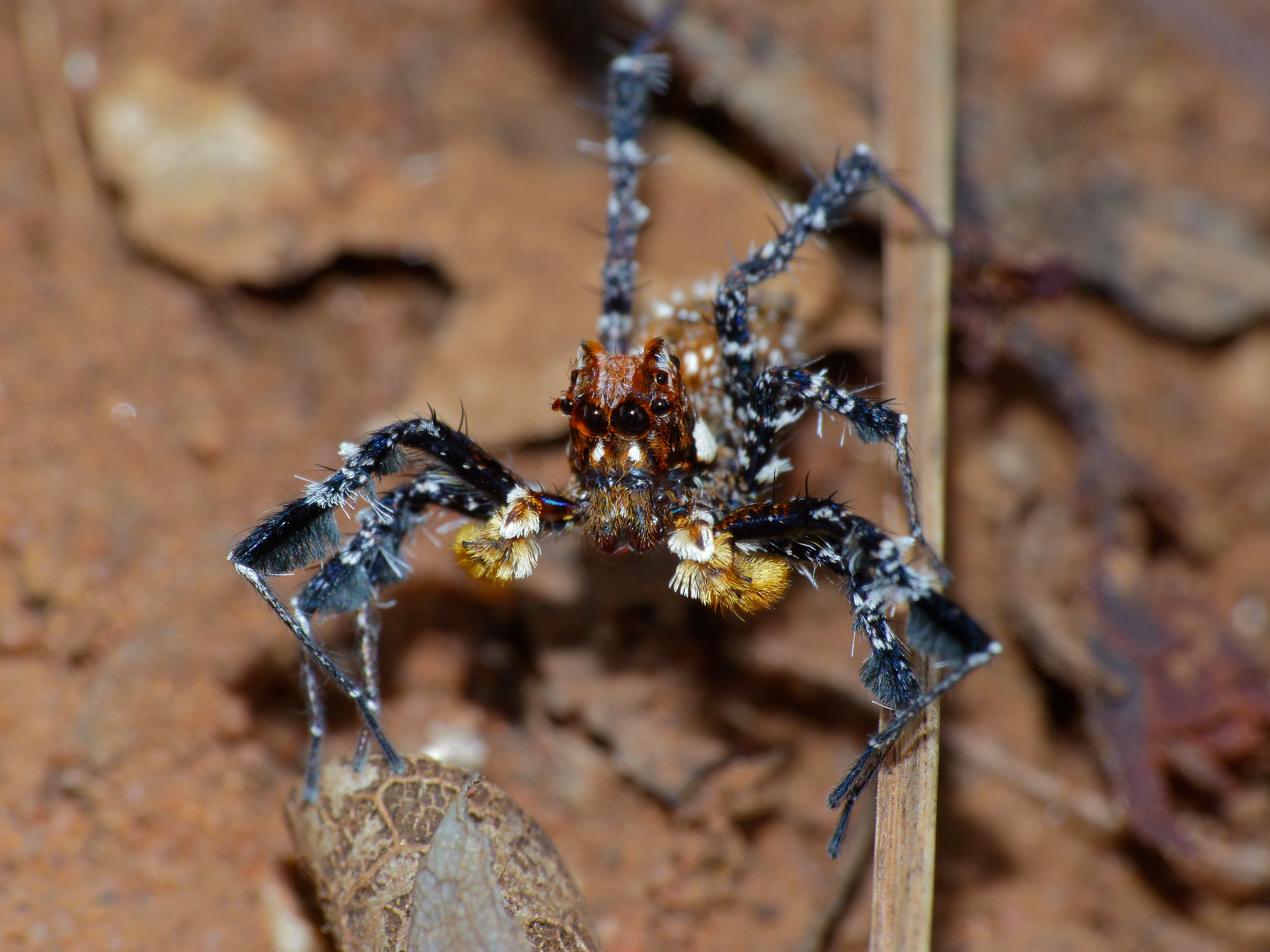
Skákavka trnitá